# Рябковское сельское поселение
Рябковское сельское поселение — муниципальное образование в составе Чернушинского района Пермского края.
Административный центр — село Рябки.

## Географические положение
Поселение расположено в центре Чернушинского района.

## История
До 1924 года существовала Рябковская волость Осинского уезда Пермской губернии. В феврале 1924 года был образован Рябковский район Сарапульского округа Уральской области, который уже в 1925 году был переименован в Чернушинский район. С 1924 по 2006 год на территории поселения был Рябковский сельский совет.
В декабре 2004 года в результате реформы местного самоуправления Законом Пермского края наделено статусом сельского поселения.
С 2006 года в результате реформы местного самоуправления образовано Рябковское сельское поселение.

## Население
| 2010  | 2012  | 2013  | 2014  | 2015  | 2016  | 2017  |
| ----- | ----- | ----- | ----- | ----- | ----- | ----- |
| 1933  | ↗2056 | ↗2151 | ↗2313 | ↗2373 | ↗2462 | ↗2468 |
| 2018  | 2019  |       |       |       |       |       |
| ↗2517 | ↗2600 |       |       |       |       |       |

По данным переписи 2010 года численность населения составила 1933 человека, в том числе 955 мужчин и 978 женщин.

## Населённые пункты
| Название   | Тип населённого пункта       | Население, 2010 год | Почтовый индекс | ОКАТО          |
| ---------- | ---------------------------- | ------------------- | --------------- | -------------- |
| Рябки      | Село, административный центр | 1302                | 617 801         | 57 257 837 001 |
| Зверево    | Деревня                      | 518                 | 617 832         | 57 257 837 004 |
| Деткино    | Деревня                      | 42                  | 617 801         | 57 257 837 006 |
| Караморка  | Деревня                      | 35                  | 617 801         | 57 257 837 005 |
| Бикулка    | Деревня                      | 34                  | 617 801         | 57 257 837 002 |
| Винокурово | Деревня                      | 2                   | 617 801         | 57 257 837 003 |

## Экономика
- ООО «Рябковское» (с. Рябки)[14]

## Объекты социальной сферы
- общеобразовательные учреждения:[15]
  - МОУ «Рябковская средняя общеобразовательная школа»
- дошкольные образовательные учреждения:[16]
  - МДОУ «Рябковский детский сад»
- учреждения здравоохранения:[17]
  - Рябковская амбулатория
- религия:[18]
  - Храм в честь Покрова Пресвятой Богородицы в д. Зверево (храм с 1945 года, часовня с 1886 по 1928 годы);
  - Храм-часовня в честь Рождества Христова в с. Рябки (с 2002 года);

## Известные уроженцы
- Колокольников Константин Александрович (1871—1929 гг.), член Государственной Думы Российской империи II созыва.